# Академическая гребля на летних Олимпийских играх 2008 — четвёрки парные (женщины)
Соревнования парных четвёрок в академической гребле среди женщин на летних Олимпийских играх 2008 прошли с 10 до 17 августа. Приняли участие 32 спортсменки из 8 стран.

## Призёры
| Золото                                                | Серебро                                                                    | Бронза                                                                  |
| Китай Тан Бинь · Цзинь Цзывэй · Си Айхуа · Чжан Янъян | Великобритания Энни Вернон · Дебби Флад · Фрэнсис Хотон · Кэтрин Грейнджер | Германия Бритта Оппельт · Мануэла Лутце · Катрин Борон · Штефани Шиллер |

## Рекорды
| Мировое лучшее время | Германия Катрин Борон, Катрин Ручов, Яна Зоргерс, Керстин Кёппен | 6:10,80 | Дуйсбург, Германия | 1996 год |

## Соревнование

### Отборочные гонки
Занявшие 1 места проходят в финал A, остальные в дополнительную гонку.
| Место | Спортсмены                                                                         | Результат |
| ----- | ---------------------------------------------------------------------------------- | --------- |
| 1     | Китай Тан Бинь, Цзинь Цзывэй, Си Айхуа, Чжан Янъян                                 | 6:11,83   |
| 2     | Украина Светлана Спирюхова, Елена Олифиренко, Наталия Ляльчук, Татьяна Колесникова | 6:17,84   |
| 3     | Канада Рейчел де Йонг, Анна-Мари де Цвагер, Джанин Хансон, Криста Гюлуан           | 6:23,27   |
| 4     | Россия Юлия Калиновская, Оксана Дороднова, Лариса Мерк, Юлия Левина                | 6:26,21   |

| Место | Спортсмены                                                              | Результат |
| ----- | ----------------------------------------------------------------------- | --------- |
| 1     | Великобритания Энни Вернон, Дебби Флад, Фрэнсис Хотон, Кэтрин Грейнджер | 6:13,70   |
| 2     | Германия Бритта Оппельт, Мануэла Лутце, Катрин Борон, Штефани Шиллер    | 6:15,26   |
| 3     | США Лия Пернелл, Линдсей Мейер, Дженнифер Кайдо, Мергот Шемуэй          | 6:19,89   |
| 4     | Австралия Эми Айвс, Керри Хор, Зои Апхилл, Эмбер Брэдли                 | 6:20,95   |

### Дополнительная гонка
Занявшие 1-4 места проходят в финал A, остальные в финал B.
| Место | Спортсмены                                                                         | Результат |
| ----- | ---------------------------------------------------------------------------------- | --------- |
| 1     | Германия Бритта Оппельт, Мануэла Лутце, Катрин Борон, Штефани Шиллер               | 6:36,17   |
| 2     | США Лия Пернелл, Линдсей Мейер, Дженнифер Кайдо, Мергот Шемуэй                     | 6:39,53   |
| 3     | Австралия Эми Айвс, Керри Хор, Зои Апхилл, Эмбер Брэдли                            | 6:41,39   |
| 4     | Украина Светлана Спирюхова, Елена Олифиренко, Наталия Ляльчук, Татьяна Колесникова | 6:41,45   |
| 5     | Канада Рейчел де Йонг, Анна-Мари де Цвагер, Джанин Хансон, Криста Гюлуан           | 6:46,60   |
| 6     | Россия Юлия Калиновская, Оксана Дороднова, Лариса Мерк, Юлия Левина                | 6:51,14   |

### Финалы

#### Финал B
| Место | Спортсмены                                                               | Результат |
| ----- | ------------------------------------------------------------------------ | --------- |
| 1     | Россия Юлия Калиновская, Оксана Дороднова, Лариса Мерк, Юлия Левина      | 6:28,10   |
| 2     | Канада Рейчел де Йонг, Анна-Мари де Цвагер, Джанин Хансон, Криста Гюлуан | 6:28,78   |

#### Финал A
| Место | Спортсмены                                                                         | Результат |
| ----- | ---------------------------------------------------------------------------------- | --------- |
| 1     | Китай Тан Бинь, Цзинь Цзывэй, Си Айхуа, Чжан Янъян                                 | 6:16,06   |
| 2     | Великобритания Энни Вернон, Дебби Флад, Фрэнсис Хотон, Кэтрин Грейнджер            | 6:17,37   |
| 3     | Германия Бритта Оппельт, Мануэла Лутце, Катрин Борон, Штефани Шиллер               | 6:19,56   |
| 4     | Украина Светлана Спирюхова, Елена Олифиренко, Наталия Ляльчук, Татьяна Колесникова | 6:20,02   |
| 5     | США Лия Пернелл, Линдсей Мейер, Дженнифер Кайдо, Мергот Шемуэй                     | 6:25,86   |
| 6     | Австралия Эми Айвс, Керри Хор, Зои Апхилл, Эмбер Брэдли                            | 6:30,05   |